# Distretto di José Domingo Choquehuanca
Il distretto di José Domingo Choquehuanca è un distretto del Perù, facente parte della provincia di Azángaro, nella regione di Puno.